# Gerippte Tellmuschel

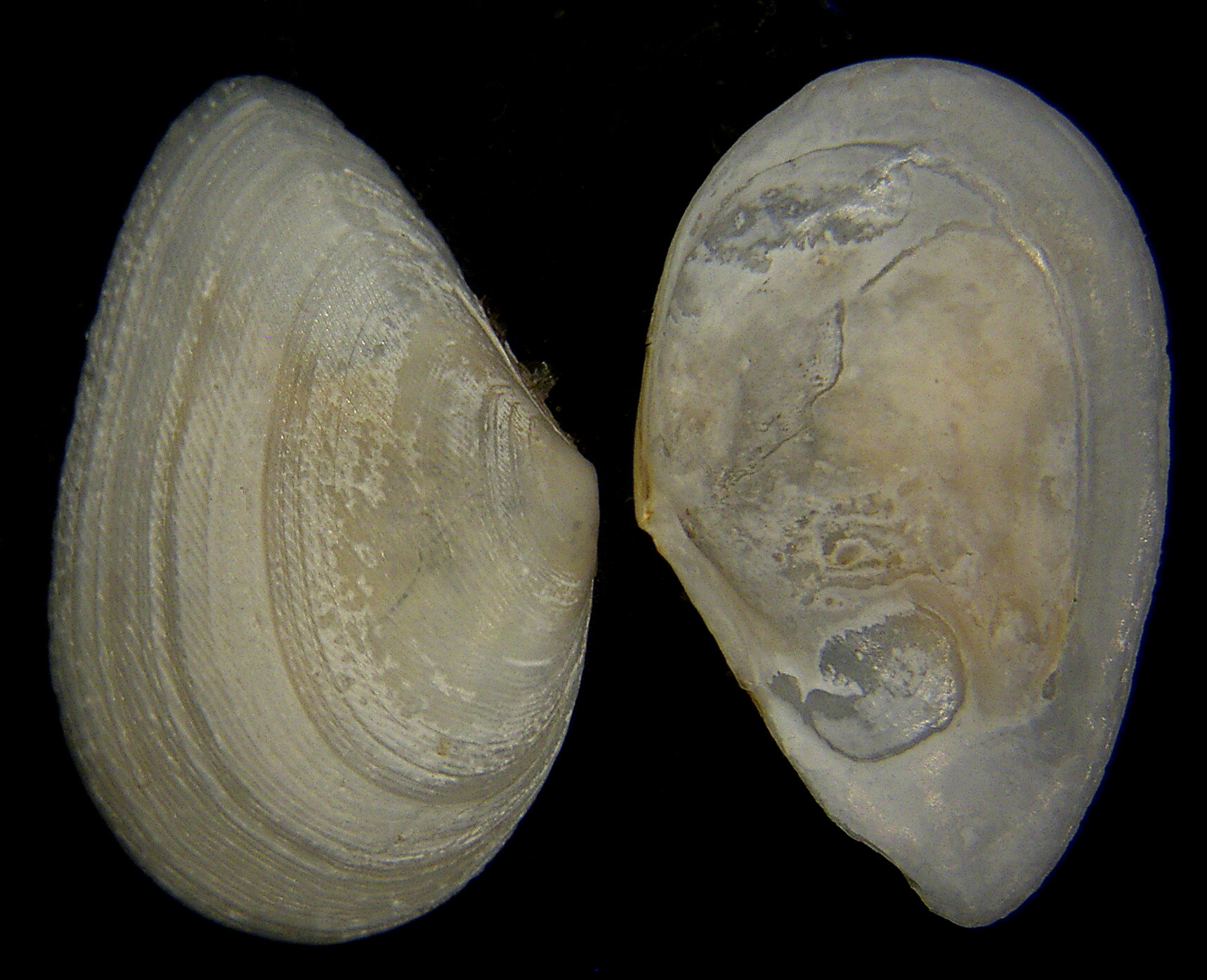
Auf der Außenseite der rechten Schalenklappe ist die diagonale Streifung deutlich zu erkennen; rechts daneben Aspekt der Innenseite dieser Klappe mit großer Mantelbucht und Abdrücken der beiden Schließmuskeln

Die Gerippte Tellmuschel (Fabulina fabula) ist eine Muschelart aus der Familie der Tellmuscheln (Tellinidae), die auch in der Nordsee heimisch ist.

## Merkmale
Das leicht ungleichklappige, stark abgeflachte Gehäuse wird bis zu 20 Millimetern lang. Die rechte Klappe ist etwas stärker gewölbt als die linke Klappe. Das Gehäuse ist im Umriss länglich-eiförmig bis keilförmig. Die Wirbel sitzen etwas hinter der Mittellinie. Sie sind nach innen und etwas nach vorne eingedreht und berühren sich fast. Der flach gewölbte vordere Dorsalrand ist kürzer als der hintere Dorsalrand und fällt flach zum weit gerundeten Vorderende ab. Der hintere, längere Dorsalrand ist fast gerade und fällt steiler ab. Er geht mit einem sehr flachen Knick in den flach gerundeten Hinterrand über. Der Hinterrand geht eng gerundet in den Ventralrand über. Hier endet ein flacher, vom Wirbel ausgehender Rücken. Der Ventralrand ist vom Übergang zum Hinterrand bis etwa zur Mittellinie fast gerade, dann zum Vorderrand weit gerundet. Der hintere Gehäuseteil ist leicht nach rechts gebogen, vermutlich in Zusammenhang mit dem (linksliegenden) Pleurothetismus.
Das deutlich hervortretende Ligament ist ein braunes Band, das sich hinter den Wirbeln auf einer innen gelegenen Leiste (Nymphe) auf etwa ein Drittel der Länge des hinteren Dorsalrandes erstreckt. Rechte und linke Klappe weisen je zwei Kardinalzähne auf. In der linken Klappe ist der vordere Kardinalzahn längs gefurcht und zweispitzig, der hintere Kardinalzahn ist klein(er). In der rechten Klappe ist dagegen der hintere Kardinalzahn längs gefurcht und zweispitzig, und der vordere Kardinalzahn ist klein(er). In der linken Klappe ist nur ein kurzer, sehr kleiner vorderer Lateralzahn vorhanden, ein hinterer Lateralzahn fehlt. In der rechten Klappe ist dagegen ein kräftiger vorderer Lateralzahn ausgebildet; außerdem ist ein kleiner hinterer Lateralzahn unter und hinter der Nymphe vorhanden. Der Mantel ist tief eingebuchtet und zungenförmig. Die Bucht reicht schräg nach oben bis fast zum vorderen Schließmuskel. Die untere Begrenzung der Mantelbucht fällt mit dem ventralen Mantelrand zusammen. Es sind zwei Schließmuskel vorhanden. 
Die halbtransparente Schale ist dünnwandig, spröde und leicht zerbrechlich. Sie ist weiß mit gelblichen oder orangeroten Tönen. Die Oberfläche ist mit ziemlich regelmäßigen, randparallelen, feinen Anwachsstreifen versehen. Die jährlichen Wachstumsunterbrechungen sind gut zu erkennen. Die rechte Klappe ist zusätzlich mit feinen, diagonal von rechts oben nach links unten verlaufenden Linien ornamentiert, die mit der konzentrischen Anwachsstreifung eine arttypische zarte Schrägrippung erzeugen; die Tiere liegen mit der linken Klappe nach unten seitlich im Sediment, sind also monostroph linksliegend pleurothetisch. Der Gehäuserand ist glatt. Das Periostracum ist ein dünner, glänzender Überzug. Gelegentlich kommen auch auf der Außenseite gelbbraune oder orangerote Bänder vor.
Der Weichkörper ist weißlich. Der Fuß ist sehr kräftig. Die zwei ungefähr gleich langen Siphonen sind sehr lang und voneinander getrennt. Die Mundlappen sind groß und der Mantelrand ist fransig und mit Tentakeln besetzt. Die Kiemen sind ungleich groß, wohl in Zusammenhang mit dem Pleurothetismus.

## Ähnliche Arten
Der Platten Tellmuschel (Macomangulus tenuis) fehlt die diagonale Streifung auf der rechten Klappe. Angulus squalidus besitzt eine kräftigere Schale und einen deutlich ausgeprägten Kiel, der vom Wirbel zur hinteren Ecke des Gehäuses verläuft.

## Geographische Verbreitung und Lebensraum
Das Verbreitungsgebiet reicht von der norwegischen Küste auf dem 70° Breitengrad entlang der Küsten des Ostatlantiks bis nach Marokko. Die Art kommt auch in Nordsee, im Mittelmeer und dem Schwarzen Meer vor. Die Tiefenverbreitung reicht vom mittleren Gezeitenbereich bis in etwa 55 Meter Wassertiefe.
Die Tiere graben tief (bis etwa 6 cm) in sandigen oder auch schlickig-sandigen Böden. Sie nehmen mit ihren langen, beweglichen Siphonen organischen Detritus von der Sedimentoberfläche auf. 

## Taxonomie
Das Taxon wurde 1791 von Johann Friedrich Gmelin aufgestellt. Es ist die Typusart der Gattung Fabulina Gray, 1851. Je nach Autor wird sie heute zur Gattung Fabulina Gray, 1851, Tellina Linnaeus, 1758 oder zur Gattung Angulus Megerle von Mühlfeld, 1811 gestellt. Huber (2015) betrachtet Fabulina als jüngeres Synonym und stellt die Art zu Angulus. Die MolluscaBase dagegen akzeptiert Fabulina als eigenständige Gattung.

## Belege

### Online
- Marine Bivalve Shells of the British Isles: Tellina (Fabulina) fabula Gmelin, 1791 (Website des National Museum Wales, Department of Natural Sciences, Cardiff)
- Marine Species Identification Portal: Tellina fabula Gmelin, 1791